# ナサニエル・チャロバー
ナサニエル・"ネイサン"・ニャキ・チャロバー（Nathaniel "Nathan" Nyakie Chalobah, 1994年12月12日 - ）は、シエラレオネ・フリータウン出身のサッカー選手。EFLチャンピオンシップ・シェフィールド・ウェンズデイFC所属。ポジションはミッドフィールダー。チェルシーFC所属のトレヴォ・チャロバーは弟。

## 経歴
チェルシーFCのユースチームでキャリアをスタートさせ、2012年にトップチームに昇格した。8月31日、ワトフォードFCにレンタル移籍した。9月18日、ブライトン・アンド・ホーヴ・アルビオンFC戦でプロデビューを果たした。2013年2月3日には、イングランド年間最優秀ユース選手賞を受賞した。
2017年7月13日、レンタルで一度在籍経験のあるワトフォードFCに移籍した。
2021年8月31日、2年契約（1年延長オプション付き）でフラムFCに移籍。
2023年1月31日、1年半契約でウェスト・ブロムウィッチ・アルビオンFCに移籍した。
2024年7月13日、シェフィールド・ウェンズデイFCに移籍した。

## 代表歴
イングランド代表として各年代でプレーし、2011 FIFA U-17ワールドカップ、2012年にはUEFA U-19欧州選手権に出場した。
2018年10月15日、UEFAネーションズリーグ2018-19のスペイン戦でフル代表初出場。

## 人物
元チームメイトのロメル・ルカクとは1歳差と年が近く、親友である。

## タイトル

### クラブ
チェルシーU-18
- FAユースカップ: 2010, 2012

チェルシーFC
- プレミアリーグ：1回（2016-17）

フラムFC
- EFLチャンピオンシップ：1回（2021-22）

### 代表
- UEFA U-17欧州選手権 2010

### 個人
- イングランド年間最優秀ユース選手賞  2013

## 代表歴

### 出場大会
- U-17イングランド代表
  - 2010年 - UEFA U-17欧州選手権（優勝）
  - 2011年 - FIFA U-17ワールドカップ（ベスト8）
- U-19イングランド代表
  - 2012年 - UEFA U-19欧州選手権
- U-21イングランド代表
  - 2013年 - UEFA U-21欧州選手権
  - 2015年 - UEFA U-21欧州選手権